# مقامه

او ساسی است که جز بر لباس یتیمان نمی‌افتد، ملخی است که جز بر مزرعهٔ حرام فرود نمی‌آید، دزدی است که جز به خزانهٔ اوقاف نقب نمی‌زند، راهزنی است که جز بر ضعیفات یورش نمی‌آورد، گرگی است که خلق خدای را جز بین رکوع و سجود پاره نمی‌کند، جنگجویی است که مال خدا را جز پیش چشم شاهدان و عاهدان غارت نمی‌کند. او دست از دینش شسته و دنائت خویش را پنهان ساخته‌است. لسانِ قضاوتِ او درست است، و زبان و دستش کج. او سبیلش را کوتاه ساخته (ظاهرش را آراسته) و درعوض دامش را گسترده‌است. زبان‌آوری و ورعِ او به چشم می‌زند، در حالی که دروغ‌ها و طمع‌کاری‌اش پنهان است.

بدیع‌الزمان همدانی؛

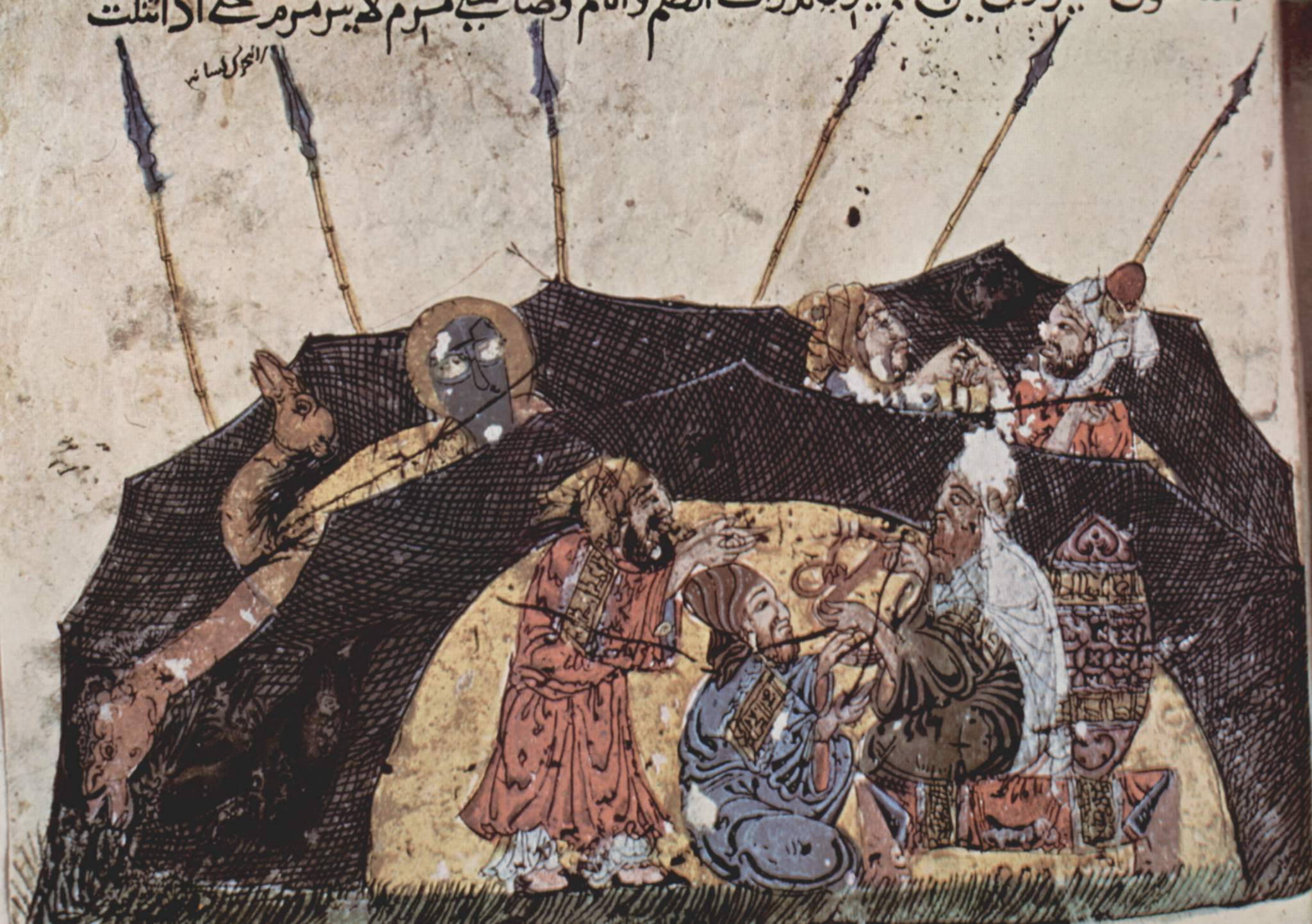
یک برنگاشت

مقامه در اصطلاح انواع ادبی، نوعی داستان کوتاه مشتمل بر یک واقعه است که عمدتاً به قصد سرگرمیِ شنوندگان و گاه پند و اندرز، با عباراتی مسجّع پرداخته شده‌باشد. در این نوع داستان‌ها، معمولاً قهرمانی واحد به‌صورت ناشناس وارد ماجرا می‌شود و همین که در پایان ماجرا شناخته می‌شود، ناپدید می‌گردد؛ تا آنکه دوباره، در هیئتی دیگر، در مقامهٔ بعدی ظاهر شود. بهترین و معروف‌ترین نمونهٔ مقامه‌نویسی در ادبیات فارسی مقامات حمیدی نوشتهٔ قاضی حمیدالدین بلخی است.

مقامه‌نویسی خاص ادب عرب بود و پس از ورود به عرصهٔ ادب فارسی، خیلی زود تغییرشکل داد و صورت خاص خود را یافت. بهترین نمونهٔ منطبق با روح زبان فارسی و قابلیت‌های آن را سعدی در گلستان به منصهٔ ظهور رساند.
مبتکر مقامه‌نویسی، بدیع‌الزمان همدانی است که با مقامات، اثر ارزنده‌ای که جایگاه بدیع‌الزمان را در ادب عربی ممتاز می‌کند و او را مبتکر واقعی داستان کوتاه نشان می‌دهد، شناخته می‌شود. بدیع‌الزمان بیشترِ این مقامات را در نیشابور انشاء نمود، و گفته‌اند که آنها را برای شاگردان خویش در پایان درس قرائت می‌کرده‌است. در داستان‌های او قهرمان مقامات، یعنی ابوالفتح اسکندری، در لباس متفاوتی ظاهر می‌شود و از مسائل گوناگون چون ادیبی توانا سخن می‌گوید و با بیان شیوا و ساحر خود هر لحظه در جلب دینار و درهم حیله‌ای به‌کار می‌بندد.